# Timoféi Granovski

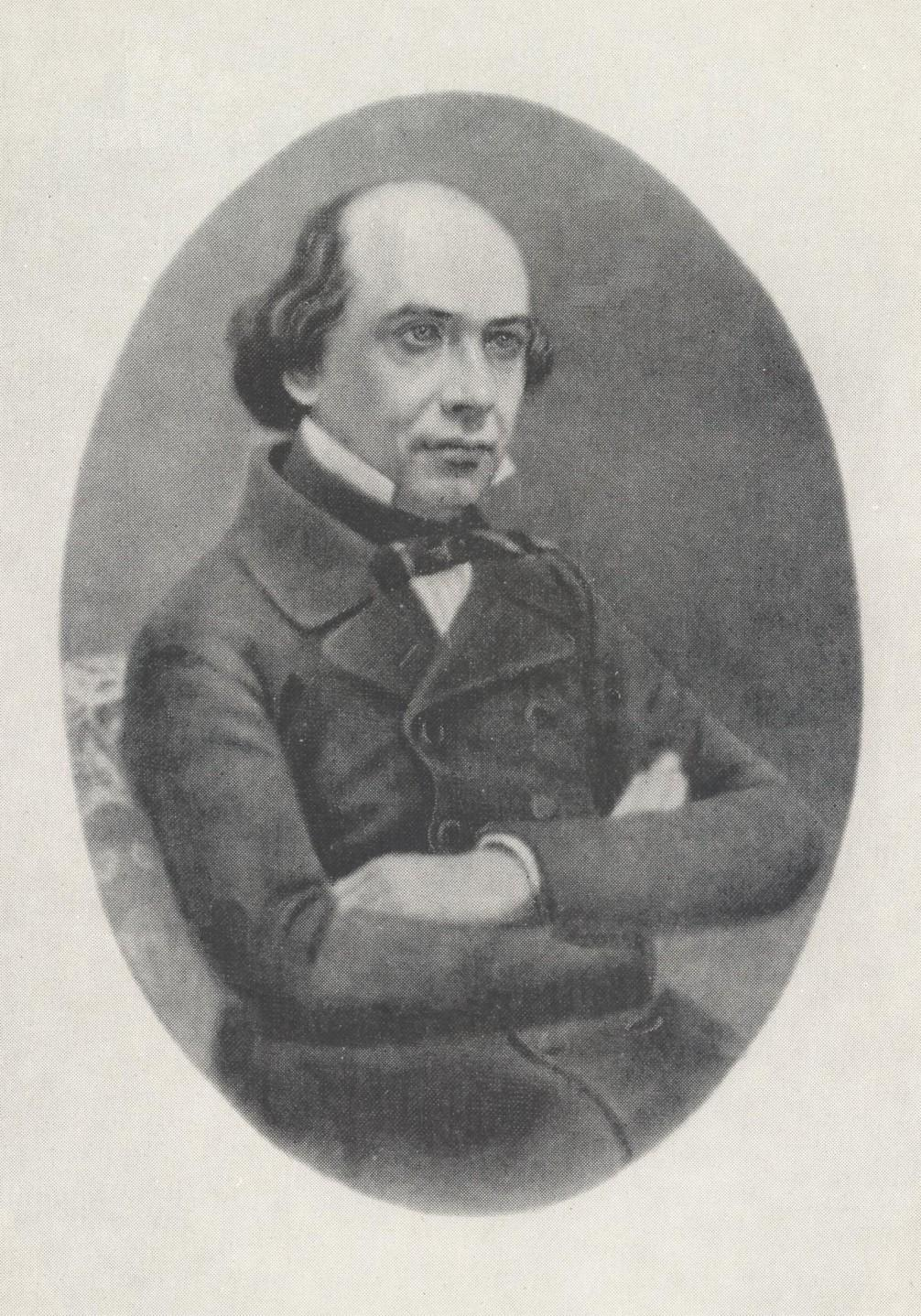
Timoféi Granovski alrededor de 1850.

Timoféi Nikoláyevich Granovski (ruso: Тимофе́й Никола́евич Грано́вский; Oryol, 9 de marzo de 1813 – Moscú, 4 de octubre de 1855) fue un historiador ruso particularmente apasionado del Medioevo, época durante la cual las modernas naciones europeas forjaron sus bases culturales y a la cual en sus tiempos (se habla de los años del Romanticismo) se contemplaba con interés. Fue en su campo uno de los máximos expertos de todo el imperio zarista, además de una figura de relieve de aquellos que se hacían llamar Occidentalistas para diferenciarse de los Eslavófilos.
Brillante estudiante de Historia en Moscú y de Filosofía en Berlín, profundamente influenciado por el pensamiento de Hegel, al volver a su patria publicó notas del historiador Leopold von Ranke y del jurista Friedrich Karl von Savigny, con el cual compartía las ideas. Fue totalmente embebido de cultura alemana durante su estancia en Alemania, que superaban sus conocimientos de la historia alemana a los de la historia rusa, de modo que renunció en 1839 al estudio del Medioevo ruso para dedicarse plenamente a las lecciones y conferencias sobre la Europa Occidental. Tuvo en suerte el interés de los jóvenes intelectuales de la época en las ideas de Schelling, Hegel, Goethe y por el Romanticismo, que entre otras cosas permitió a Pushkin tener un éxito inmenso. En su campo Granovski sólo rivalizará con Pogodin, el cual, gozaba de una consideración decisivamente menor. Tuvo un interés particular por desaprobar la historicidad de Vineta, una legendaria ciudad medieval bañada por el Mar Báltico y situada entre Alemania y Polonia; después de años de estudio acabó afirmando que probablemente se tratara de una leyenda.
Sus conferencias en la Universidad de Moscú eran inmensamente populares, lo que le puso en contacto con otros occidentalistas, como Aleksandr Herzen, que describió estas conferencias como un "trago de libertad en la Rusia de Nicolás I.